# Port-Saint-Père
Port-Saint-Père is een gemeente in het Franse departement Loire-Atlantique (regio Pays de la Loire). De plaats maakt deel uit van het arrondissement Nantes. Port-Saint-Père telde op 1 januari 2022 3.046 inwoners.

## Geografie
De oppervlakte van Port-Saint-Père bedroeg op 1 januari 2022 32,57 vierkante kilometer; de bevolkingsdichtheid was toen 93,5 inwoners per km².

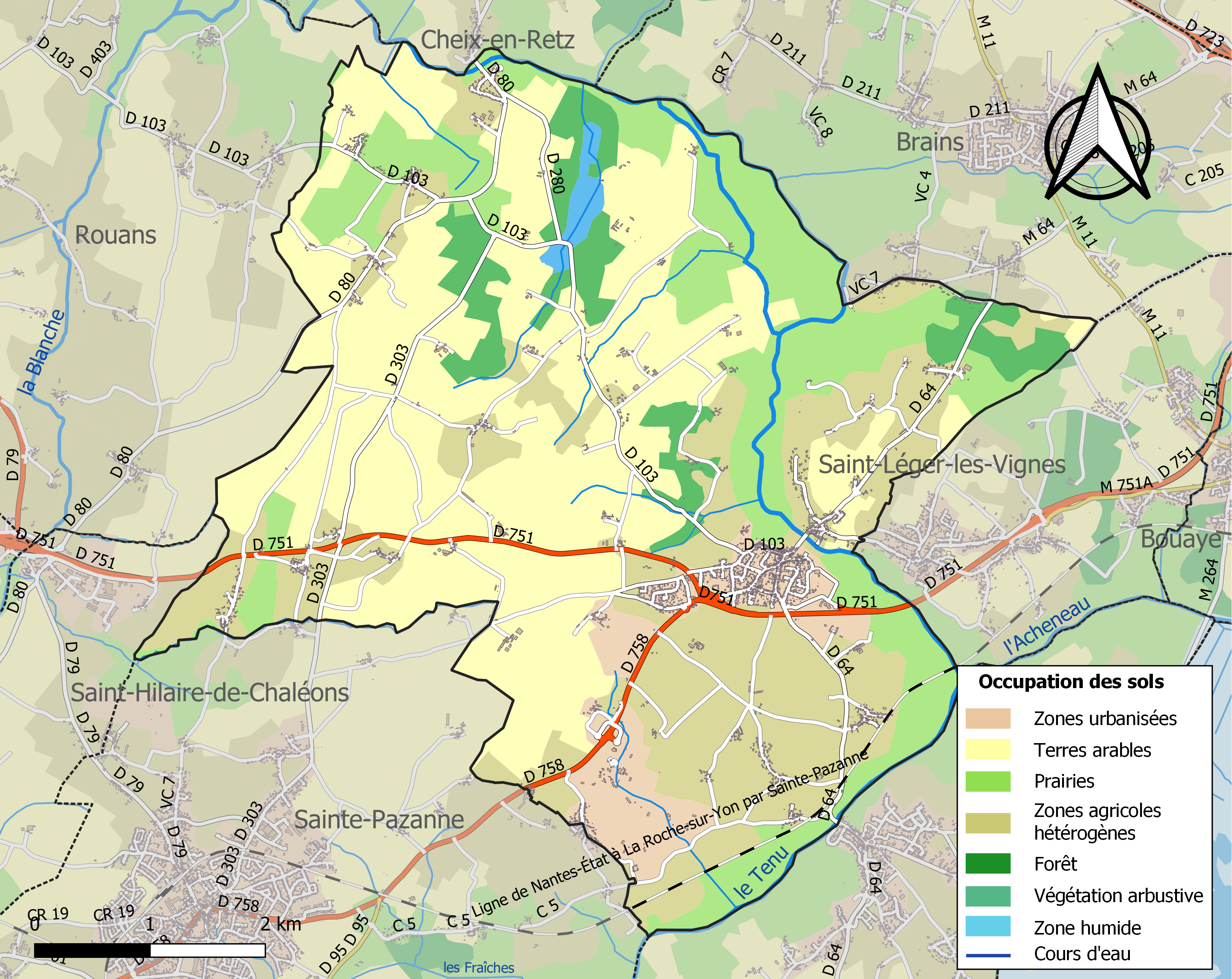
Kaart van de gemeente met de belangrijkste infrastructuur, bodemgebruik en omliggende gemeenten

## Demografie
Onderstaande figuur toont het verloop van het inwonertal (bron: INSEE-tellingen).